# Tylozygus carabela
Tylozygus carabela är en insektsart som först beskrevs av Metcalf et Bruner 1936.  Tylozygus carabela ingår i släktet Tylozygus och familjen dvärgstritar. Inga underarter finns listade i Catalogue of Life.